# 出雲大社埼玉分院
出雲大社埼玉分院（いずもたいしゃさいたまぶんいん）は埼玉県朝霞市本町にある神社、出雲大社教の教会である。
正式法人名は「出雲大社埼玉大教会」(埼玉県宗教法人一覧より引用)。
通称「朝霞（埼玉県）の出雲大社」。
2020年（令和2年）元日、出雲大社教 朝霞教会（いずもおおやしろきょう あさかきょうかい）より昇格。

## 来歴
- 1983年（昭和58年） - 出雲大社教朝霞教会として創立。
- 2020年（令和2年）1月 - 出雲大社教埼玉分院（出雲大社埼玉大教会）に昇格。
- 2020年（令和2年）7月 - 千葉県松戸市に出雲大社埼玉分院八柱支部を開設。[1]

## アクセス
- 東武東上線朝霞駅南口より徒歩約5分。
- 東京外環自動車道・和光インターチェンジより約5分。